# Crusimetra verecunda
Crusimetra verecunda är en fjärilsart som beskrevs av Edward Meyrick 1912. Crusimetra verecunda ingår i släktet Crusimetra och familjen vecklare. Inga underarter finns listade i Catalogue of Life.